# Perselus Piton
…egyikük mardekáros volt – és a legbátrabb ember, akit valaha ismertem.
Perselus Piton (angolul: Severus Tobias Snape) (1960. január 9. – 1998. május 2.) kitalált szereplő J. K. Rowling nagy sikerű Harry Potter-sorozatában. Az első regényben, a Harry Potter és a bölcsek kövében Piton az egyik fő ellenfél. A történet előrehaladtával alakja egyre bonyolultabbá válik. Valódi személyisége, hűsége és tetteinek háttere az utolsó könyvig, a Harry Potter és a Halál ereklyéiig rejtve marad az olvasó előtt. A sorozat valamennyi részében szerepel.
Piton a Roxfort Boszorkány- és Varázslóképző Szakiskola bájitaltan, később sötét varázslatok kivédése tanára és a Mardekár házvezetője, majd a Roxfort igazgatója. Egyik leghőbb vágya, hogy ő taníthassa a sötét varázslatok kivédése tantárgyat. Számos alkalommal igazságtalanul bánik Harry Potterrel és minden olyan tanulóval, aki nem az ő házába tartozik.
A szereplőt Alan Rickman brit színész alakítja a filmekben, magyar hangja Tahi Tóth László.
|  | Ez a szócikk a Harry Potter-sorozat cselekményét részletezi! |

## Megalkotása
Egy interjú során Rowling azt nyilatkozta, hogy Pitont egy rendkívül ellenszenves gyerekkori tanára ihlette. Habár kezdettől fogva borzalmas tanárnak mutatja be Pitont, a könyvek olvasása során kiderül, hogy hatékonyan tanít, mivel tanítványai elismerésre méltó tudással rendelkeznek. Rowling így kommentálta Piton viselkedését: a "legrosszabb, legaljasabb dolog, amit tanárként tehetsz, az, hogy zsarnokoskodsz a diákokkal." Mindezek ellenére, Rowling egy 1999-es, illetve egy 2004-es interjújában azt nyilatkozta, hogy Piton egyike volt azoknak a szereplőknek, akikről nagyon szívesen írt.
Piton a vezetéknevét (amely az eredeti változatban Snape) egy angliai kis faluról kapta, mely hangzását tekintve nagyon hasonlít az angol snake szóra, amely magyarul kígyót jelent (érdekesség, hogy a magyar változatban a tanár vezetékneve Piton, amely egy kígyófajta). Ez a hüllő egyébként is kapcsolatba hozható a professzorral, hiszen a kígyó a Mardekár-ház címerállata. További érdekesség, hogy a Snape nevű falu egy olyan területen található, amelyet Septimus Severus épített újjá, így több, mint valószínű, hogy a professzor erről a férfiról kapta a keresztnevét (Severus, ami latinul szigorút jelent, a magyar változatban Perselus, ami hasonlít Paracelsus középkori alkimista nevére).
Rowling mindig is szűkszavúan nyilatkozott Pitonról, így még azt sem árulta el, hogy mi a tanár patrónusa, vagy hogy egy mumus milyen alakban jelent volna meg előtte, mert ha ezeket elmondta volna, akkor idő előtt fény derült volna arra, hogy mi a tanár valódi szándéka, illetve hogy valójában melyik oldalon áll. Ezekre a kérdésekre azonban csak az utolsó regényben akart választ adni. Ennek ellenére számos alkalommal azt tanácsolta az olvasóinak, hogy "tartsák a szemüket Pitonon".
Rowling csak a regénysorozat befejezése után beszélt nyíltan Pitonról. Elmondása szerint nagyon elégedett volt azzal a szereppel, amit ez a szereplő betöltött a cselekményben. Kezdettől fogva tudta, hogyan is végződik majd a professzor története, és gondosan ügyelt arra, hogy a tanár motivációja a hetedik könyvig titokban maradjon, ahogyan az is, hogy miért is bízik meg benne annyira Dumbledore. Rowling azt szerette volna, ha Piton megbocsátást nyer, és hogy Harry valamilyen módon törlesszen neki azért, amiért félreismerte. "Piton egy nagyon bonyolult és esendő ember, ahogy mi mindannyian. Az epilógusból kiderül, hogy Harry végül meglátta benne a jót… És ezzel törlesztett neki."

## Megjelenései

### Az első három regény
Perselus Piton először a Harry Potter és a bölcsek köve c. kötetben jelenik meg, nem sokkal azután, hogy Harry Potter megérkezik a Roxfortba. Ő az iskola bájitaltan oktatója, valamint a Mardekár házvezető tanára, akinek egyik legnagyobb vágya az, hogy ő taníthassa a sötét varázslatok kivédése tantárgyat. Harry már az első bájitaltan óráján szembesül azzal, hogy Piton mennyire igazságtalan és rosszindulatú, legfőképp vele, így nem csoda, hogy a fiú és barátai kezdettől fogva őt gyanúsítják azzal, hogy el akarja lopni a bölcsek kövét Voldemort számára, illetve, hogy meg akarja ölni Harryt. Csak a regény végén derül ki, hogy az igazi bűnös, aki összejátszik Voldemorttal, nem más, mint az első látásra teljesen ártalmatlannak tűnő Mógus professzor, akit Piton árgus szemekkel figyelt. A kötet utolsó fejezetében Dumbledore elmeséli Harrynek, hogy Piton mindvégig vigyázott rá, mivel a fiú édesapja, James Potter – aki iránt a professzor mindig nagy ellenszenvvel viseltetett – egykoron megmentette az életét, és nem akart az adósa maradni. (Az utolsó regényben azonban kiderül, hogy nem ez a teljes igazság.) Mindezek ellenére Harry sosem bízott meg Pitonban, és a kapcsolatuk sem változott meg soha.
A Harry Potter és a Titkok Kamrája c. regényben Piton kevesebb szerepet kapott az előző részhez képest. Gilderoy Lockhartnak (az új sötét varázslatok kivédése tanárnak) segédkezik az újdonsült professzor meglehetősen rövid életű párbajszakkörén. A Harry Potter és az azkabani fogoly c. kötetben Piton farkasölűfű-főzetet készít az iskola új sötét varázslatok kivédése tanárnak, Remus Lupinnak. Piton Lupin professzort gyanúsította azzal, hogy segített bejutni a Roxfortba Sirius Blacknek, a körözött bűnözőnek. Gyanúját arra alapozta, hogy a professzor gyerekkori jó barátja volt Siriusnak és Harry édesapjának, még a roxforti évek során. A regény végéhez közeledve kiderül, hogy Piton – ahogy sokan mások – azt gondolta, hogy Sirius árulta el a Potter-család rejtekhelyét Voldemortnak, és ezért ő a felelős a halálukért. Amikor Black megszökik, Piton azt gondolja, hogy Harry segített neki ebben, ám ekkor még fogalma sem volt arról, hogy Black ártatlan. Később mindenkinek elhíreszteli, hogy Lupin vérfarkas, így a tanár kénytelen lemondani az állásáról. Az azkabani fogolyban még több részletet tudunk meg Piton és James Potter kapcsolatáról. Amikor még iskolások voltak, Sirius egyszer azzal akarta megbüntetni Pitont, hogy az akkor jusson be az iskolai fúriafűz belsejébe, amikor a teliholdtól Lupin vérfarkassá válik. James azonban ahogy értesült Sirius "tréfájáról", megállította Pitont, és ezzel egyben meg is mentette a férfi életét. Piton azonban mindvégig meg volt győződve arról, hogy James csak Siriust és Lupint akarta megvédeni az iskolából való kicsapatástól.

### Negyedik és ötödik könyv
A Harry Potter és a Tűz Serlege c. kötetben Piton a szokásosnál is igazságtalanabbul bánik Harryvel, amikor a fiú a Roxfort második Trimágus Bajnoka lesz. Amikor Harry véletlenül beleesik Dumbledore Merengőjébe, egy tárgyaláson játszódó emléket lát, melyből kiderül, hogy Piton évekkel azelőtt halálfaló volt. Nevét a szintén halálfaló Igor Karkarov fedi fel a bírák előtt, ám Dumbledore azt állítja, hogy a professzor még Voldemort bukása előtt átállt az ő oldalára, és neki kémkedett. Később Dumbledore elmondja Harrynek, hogy maximálisan megbízik Pitonban, de azt nem hajlandó elárulni, hogy miért. A regény végén Dumbledore arról próbálja meggyőzni Cornelius Caramelt, hogy Voldemort visszatért, és ezt bizonyítandó Piton megmutatja a miniszternek a felizzott Sötét Jegyét.
A Harry Potter és a Főnix Rendje c. regényben Piton sokkal több szerepet kap az előző könyvekhez képest. Piton az életét kockáztatva kémkedik Dumbledore-nak és az általa alapított Főnix Rendjének a halálfalókról. Többször is szóváltásba keveredik Sirius Blackkel, és többször is megjegyzéseket tesz a rejtőzködni és a harcból kimaradni kénytelen Blackre. Annak ellenére, hogy Piton a Rend tagja, a viselkedése Harryvel szemben semmit sem változik. Dumbledore megkéri a professzort, hogy tartson okklumencia órákat Harrynek, annak érdekében, hogy a fiú teljes mértékben le tudja zárni az elméjét Voldemort előtt. Mint kiderül, Piton az okklumencia nagy mestere. Harry Piton engedélye nélkül az egyik alkalommal kíváncsiságból beletekint a Merengőbe, és a professzor egyik gyerekkori emlékét látja, melyben James Potter és Sirius Black is szerepel. Harry szemtanúja lesz annak, amint apja és Sirius kigúnyolják és megalázzák Pitont, és annak is, hogy védi meg a fiút édesanyja, Lily Evans. (Harry csak az utolsó könyv során ébred rá arra, hogy Lily és Piton egykoron barátok voltak.) A regény utolsó felében Dolores Umbridge mindenáron ki akarja húzni Harryből, hogy hol rejtőzik Dumbledore, ezért arra utasítja Pitont, hogy adja be a Veritaserumot (igazságszérum) a fiúnak. A professzor azonban azt mondja, hogy a szérum már az utolsó cseppig elfogyott. Nem sokkal ezután Piton továbbítja Harry gyanúját a Főnix Rendjének, így a tagok még idejében érkeznek a Mágiaügyi Minisztériumba, ahol a Sirius megmentésére siető gyerekek csapdába estek. Mindezek ellenére Harry Pitont teszi felelőssé Sirius haláláért.

### A hatodik könyv
A Harry Potter és a Félvér Herceg c. kötetben Bellatrix Lestrange és Narcissa Malfoy meglátogatják Pitont az otthonában. Narcissa rá akarja venni a férfit, hogy segítsen fiának, Dracónak végrehajtani a küldetést, amit Voldemort rábízott, vagyis hogy ölje meg Albus Dumbledore-t. Piton leteszi a Megszeghetetlen Esküt, és elhiteti a két nővel, hogy csak látszólag áll Dumbledore mellett, és elmagyarázza, hogy a Sötét Nagyúr bukása után miért is nem került az Azkabanba.
Ebben a tanévben Piton lesz az új sötét varázslatok kivédése tanár, a bájitaltan oktatását pedig az egykori roxforti tanár, Horatius Lumpsluck veszi át, akinél a rosszabb RBF érdemjeggyel is felvehető a tárgy, így Harry és Ron is folytathatják. Mivel ez csak az évkezdéskor derül ki számukra, nem hoztak magukkal bájitaltankönyvet, így Lumpsluck a tárolószekrényből régi bájitaltankönyveket ad nekik. A Harryhez kerülő példányban a fiú számos hasznos információt és számára ismeretlen varázsigéket talál. A könyv egy magát Félvér Hercegnek nevező tanuló tulajdona volt. Harry ennek köszönhetően rendkívül jó eredményeket produkál bájitaltanból, ám Piton nagyon gyanúsnak tartja a fiú újsütetű sikereit a tárgyból.
Később Harry egy összecsapás során kimondja Draco Malfoyra a Herceg egyik varázsigéjét (Sectumsempra), amit a jegyzetek alapján a titokzatos fiú ellenségekre fejlesztett ki. Malfoy szörnyű sérüléseket szenved. Piton a varázsige használatából kikövetkezteti, hogy Harry birtokában van a Herceg könyve és utasítja a fiút, hogy mutassa meg neki a tankönyveit. Harry kijátssza, a könyvet elrejti, és Ronét mutatja be. Piton átlát a csaláson, és annyi büntetőmunkát oszt rá, ami az év végéig kitart.
Harry és Dumbledore a horcruxok keresése után visszatérnek a Roxfortba, a csillagvizsgáló toronyba. Mielőtt még Draco Malfoy megérkezne, az idős professzor a sóbálvány átokkal megbénítja Harryt, és a láthatatlanná tevő köpennyel eltakarja őt. Malfoy minden erőlködése ellenére képtelen megölni Dumbledore-t. Hamarosan megérkeznek a halálfalók, majd nem sokkal később Piton is, aki saját kezűleg végez az igazgatóval. Harry, aki tanúja volt a gyilkosságnak, meg akarja akadályozni, hogy Piton, Malfoy és a halálfalók elhagyják a kastélyt. Piton könnyedén hárítja Harry ártásait, és a legilimencia segítségével mindig tudja, hogy mi lesz a fiú következő lépése. A harc közben Piton elmondja Harrynek, hogy ő a Félvér Herceg (egy Tobias Piton nevű mugli és egy Eileen Prince nevű boszorkány gyermeke). Harry képtelen megállítani Pitont, aki hamarosan dehoppanál az iskolából. Az, hogy milyen kapcsolatban is állt egymással Piton és Dumbledore, csak az utolsó könyvből derül ki.

### A hetedik könyv
Miután a halálfalók átveszik a hatalmat a Mágiaügyi Minisztérium felett, Piton lesz a Roxfort igazgatója, és további két halálfaló (Amycus és Alecto Carrow) is bekerül a tanári gárdába. Mint később kiderül, Piton arra használja fel a hatalmát, hogy megvédje a diákokat a halálfalóktól. Harry és Ron egy őzsuta alakú patrónus útmutatásának köszönhetően megtalálják Griffendél Godrik kardját. Harry később megtudja, hogy a patrónust – amely ugyanolyan alakot öltött, mint édesanyjáé – Piton küldte.
A roxforti csata során McGalagony professzor, Filius Flitwick és Pomona Bimba professzor meg akarják akadályozni, hogy Piton elszökjön az iskolából, ám a tanárnak sikerül kicseleznie őket. Piton első útja Voldemort Nagyúrhoz vezet. Végül Voldemort kezétől hal meg, aki – tévesen – arra a következtetésre jut, hogy ő az egyetlen akadálya, hogy helyesen működjön a Pálcák Ura. Pitont Voldemort nem az Avada Kedavra átokkal öli meg, hanem kígyója segítségével, így marad ideje átadni Harrynek az emlékeit, amelyekből nemcsak az derül ki, hogy mindvégig Dumbledore oldalán állt, hanem az is, hogy Harryén is, és a látszattal ellentétben bátor és messze nem rossz ember volt. Piton utolsó kívánsága, hogy halála előtt Harry nézzen a szemébe. Mivel többször elhangzik, hogy Harry az édesanyja szemeit örökölte, egyértelmű, hogy a jelenet Piton Harry iránti érzéseinek összetett voltát illusztrálja.
Harry beletekint Piton emlékeibe. A kisfiú már gyermekkorától Lily Evanst figyelte; ő tudta, hogy a lány is boszorkány, még ha mugli család gyermeke is. Piton egész életében szerelmes volt Lilybe, már a Roxfortba kerülésük előtt is. Elsőévesként, már az odaúton találkozott James Potterrel, későbbi ellenségével, aki rövid időn belül érdeklődni kezdett Lily iránt, és bár a lány kezdetben Pitonhoz hasonlóan nem kedvelte, idővel ez megváltozott, a feldühödött Piton pedig kimondta rá a "sárvérű" szót, így Lily (aki mellesleg nem bírta Piton mardekáros "barátait", akikből mind halálfaló lett, élükön Mulciberrel) elfordult tőle. Talán részben ez a fájdalmas csalódás indította el az úton: Piton halálfaló lett, és Voldemortot szolgálta.
Ezenkívül megtudjuk, hogy Piton a sötét varázslatok iránt érdeklődött, és hogy féltékeny volt James Potterre, aki ráadásul számos alkalommal piszkálta is őt. Amikor Piton kihallgatta Sybill Trelawney jóslatát, és ezt elmondta Voldemortnak, a feketemágus elhatározta, hogy végez a Potter családdal. Piton ígéretet csikart ki a Sötét Nagyúrból, hogy megkíméli Lilyt, de mivel nem bízott benne, Dumbledore segítségét is kérte: ha Dumbledore megmenti Lilyt, mindent megtesz, amit csak kíván.
Piton csatlakozott a Főnix Rendjéhez, és sikerrel lezárta az elméjét Voldemort előtt, aki így nem is sejtette, hogy a férfi elárulta őt. Végül mindkét reményében csalatkoznia kellett: Dumbledore nem tudta megvédeni Potteréket (mivel ők az áruló Peter Pettigrewt választották titokgazdának), és Lily is inkább feláldozta az életét, semmint engedje, hogy Voldemort megölje Harryt.
Piton felelősnek érezte magát Lily haláláért, ezért elvállalta, hogy megvédi Harry Pottert, ám megkérte Dumbledore-t, hogy ezt mindenki előtt tartsák titokban.
Piton emlékeiből az is kiderül, hogy Dumbledore a Peverell-gyűrűt (amely Voldemort horcruxa volt) védő átok áldozata lett. Ápolta és gyógyította Dumbledore-t, azonban csak annyit sikerült elérnie, hogy a jobb kezébe zárta a szörnyű átkot. Amikor Dumbledore megtudta, hogy az átok annyira súlyos, hogy egy éven belül meg fog halni, Pitont kérte meg, hogy ölje meg őt. Ez nemcsak azért volt jó, mert megkímélte Dumbledore-t a hosszú szenvedésektől, hanem mert Draco Malfoyt is megóvta attól, hogy meg kelljen ölnie az igazgatót. Ezek után, mikor Voldemort a minisztérium fölött is átveszi a hatalmat, Piton – Dumbledore kérésére – eléri, hogy ő lehessen a Roxfort igazgatója. Harry egy Dumbledore és Piton között zajló másik beszélgetésből megtudja, hogy ő maga is egy horcrux, ezért neki is meg kell halnia.
Egy interjú során Rowling azt nyilatkozta, hogy Harry mindent megtett annak érdekében, hogy Piton hősiessége ismertté váljon. Egy másik beszélgetésben azt mondta, hogy már az első könyv írása során készen állt a fejében Piton háttértörténete, ám ennek a szálnak a beiktatását a hetedik könyvre időzítette, és ezzel Pitont a hetedik könyv egyik legfontosabb szereplőjévé tette.

### Epilógus
A Harry Potter és a Halál ereklyéi c. kötet utolsó fejezetéből – mely 19 évvel a regény cselekménye után játszódik – megtudjuk, hogy Harry a második fiát, Albus Perselust Dumbledore és Piton után nevezte el. Mikor a fiú fél, hogy a Mardekárba fog kerülni, Harry elmondja neki: "a Roxfort két igazgatója után neveztelek el. Közülük az egyik mardekáros volt, és valószínűleg a legbátrabb ember, akit valaha ismertem."

## A szerep megformálója
Perselus Piton az eddig elkészült Harry Potter-filmek mindegyikében szerepelt, alakját Alan Rickman brit színész kelti életre. Rickmant maga J.K. Rowling választotta ki a szerepre. Rowling rengeteget beszélgetett a színésszel Pitonról, emellett Rickman egyike volt azoknak a színművészeknek, akik már előre tudták, hogyan alakul majd az általuk életre keltett szereplő sorsa. "Már jó előre tudta, hogy Piton szerelmes Lilybe. […] Meg kellett értenie, hogy miért is bánik ilyen keserűen és igazságtalanul azzal a fiúval, aki arra emlékezteti, hogy élete szerelme egy másik férfit választott magának." Rickman szerint Piton egy meglehetősen összetett és rideg személyiség, ugyanakkor egy olyan szerep, amelyet sok színész szívesen eljátszana. "Piton nem igazán kedveli a tréfát, és attól tartok nincs túl sok humorérzéke… Ugyanakkor játékommal azt szeretném érzékeltetni, hogy nem volt felhőtlen gyermekkora, különösen a roxforti tanulmányai idején."
Rickman játékáról mind a nézők, mind a kritikusok elismerően nyilatkoztak. A színész felkerült többek között az Entertainment Weekly által összeállított legnépszerűbb filmszereplők listájára. A választást azzal indokolták, hogy bár Rickman nem sokat szerepel a filmekben, mégis jeleneteinek minden percét kisajátítja.
Rickman egy interjújában megjegyezte, hogy nagyszerűnek tartja azt, hogy az emberek többsége imádja Pitont.
A Harry Potter és a Főnix Rendje c. filmben Alec Hopkins alakítja a fiatal Perselus Pitont.

## A szereplő jellemzői

### Külső megjelenés
Pitont horgas orrú, sápadt bőrű, vállig érő fekete hajú férfinak mutatja be Rowling. Szemei feketék; a színe hasonló Hagridéhoz, ugyanakkor nyoma sincs bennük semmi melegségnek. Testalkatát tekintve magas és vékony, és fekete talárjának köszönhetően "denevér" benyomását kelti. Gyerekkorában csenevész, inas és beesett arcú volt.
Az amerikai kiadások illusztrátora, Mary GrandPré kör- és kecskeszakállal ábrázolta Piton professzort, míg Rowling egy, a tanárról készített rajzán – melyet a Harry Potter és Én c. műsorban meg is mutatott – Pitonnak vékony bajsza és szakálla van. Ez azonban a szövegben sehol sincs megemlítve.

### Család
Piton édesanyja egy Eileen Prince nevű boszorkány, édesapja pedig egy mugli férfi, Tobias Piton; ő maga így félvér. Piton szülei állandóan veszekedtek egymással, édesapja sokszor testileg is megfenyítette az édesanyját, esetenként őt is. Piton egy Lilyvel folytatott beszélgetéséből kiderül, hogy apja nem szerette a mágiát. Piton nagyon boldog volt, hogy felvették a Roxfortba, mert így elköltözhetett otthonról. Ez egy érdekes párhuzam Harry, Piton és Voldemort között: mindhárman a Roxfortot tekintették az otthonuknak.

### Személyiség
Piton személyisége rendkívül összetett. Kívülről hidegnek, számítónak, erőszakosnak és igazságtalannak tűnik, aki abban leli örömét, hogy megalázza Harryt, aki gyerekkori riválisára, James Potterre emlékezteti. Rowling azt nyilatkozta róla, hogy Piton nem lett volna halálfaló, ám sok dolog a sötét oldal felé taszította őt. "Ha újrajátszhatná, nem lenne halálfaló, de mint oly sok bizonytalan, sebezhető ember (mint Féregfark), ő is sóvárgott, hogy valami nagy, erős és lenyűgöző dolog tagja legyen. […] Ő soha nem értette meg igazán Lily idegenkedését; úgy elvakította a sötét oldal vonzása, hogy azt hitte, Lily majd lenyűgözőnek találja, ha halálfaló lesz."
Piton magába forduló, zárkózott fiú volt, aki ritkán elegyedett szóba bárkivel is. Amikor azonban James és barátai piszkálni kezdték, elöntötte a düh, és elvesztette a fejét. Egy ilyen alkalommal nevezte sárvérűnek Lily Evanst, akit a legjobban szeretett a világon.
Intelligens diák volt, aki korán megismerkedett a sötét varázslatokkal, sőt, ő maga is kifejlesztett néhányat (például Sectumsempra). Testi gyengeségét az eszével kompenzálta. Amikor James és Sirius arról beszélgettek, hogy a Griffendél-házba szeretnének kerülni, megjegyzést tett rájuk azért, mert azt gondolta, hogy az erőt többre becsülik az észnél.
Sok halálfalóval ellentétben bátor volt; Dumbledore egy alkalommal meg is jegyezte neki, hogy néha elkapkodják a házakba való beosztást. Arra a kérdésre, hogy hősnek tartja-e Pitont, Rowling így felelt: "Igen, habár esendő hősnek. Az anti-hős lenne a találó szó. Sok szempontból nem kifejezetten szeretetre méltó figura. Meglehetősen kegyetlen, erőszakos, keserűséggel és bizonytalansággal átitatott marad, ugyanakkor tudott szeretni, és hű maradt a szerelméhez. Végül pedig érte adta az életét is. Ez elég heroikus!" 
Megjegyzés: Arra viszont sosem kaptunk választ JKR-től, hogy Piton miért igyekezett rémálommá változtatni Neville Longbottom életét.
Feltételezhetően azért, mert születési dátumuk alapján vagy Harry vagy Neville lehetett volna a kiválasztott, és ha Neville-ékre támadott volna Voldemort, akkor Lilynek nem kellett volna meghalnia. Ezért érez ellenszenvet Piton Neville iránt.

### Mágikus képességek
A regények tanúsága szerint Piton egy nagyon képzett varázsló, akiben már gyerekkorában megmutatkozott rendkívüli tehetsége. A bájitalok elkészítésének mestere, emellett a sötét varázslatok ismerője. Sirius Black szerint Piton már az iskolába kerülésekor több átkot és rontást tudott, mint a legtöbb hetedik évfolyamos tanuló. A bájitalok elkészítéséhez már akkor is nagyon értett, erről tanúskodnak a tankönyve szélére írt jegyzetei is. Amellett, hogy sok varázsigét ismert, ő maga is feltalált jó pár sötét varázslatot, ezek közül a legveszélyesebb a Sectumsempra, amellyel a támadó rendkívül súlyos sérüléseket tud okozni ellenfelének. Piton képes volt a nonverbális varázslásra is, vagyis arra, hogy az adott varázsige kimondása nélkül is el tudja végezni a varázslatokat. Amellett, hogy végre tudta hajtani a sötét varázslatokat, nagyon jól ismerte azok gyógyítási és megfékezési módjait is. Amikor Dumbledore egy rendkívül súlyos sötét átok áldozata lett, a professzor képes volt az igazgató jobb kezébe zárni az átkot, hónapokat nyerve ezzel neki.
Piton nagyon jó legillimentor volt, vagyis tudott olvasni mások gondolataiban, érzéseiben, ugyanakkor arra is képes volt, hogy saját elméjét lezárja mások előtt (okklumencia). Ennek köszönhetően tudta eltitkolni Voldemort elől az árulását is, noha a sötét varázsló hozzá hasonlóan értett a legilimenciához. Piton volt az egyetlen olyan halálfaló, aki képes volt patrónust megidézni, mely egy őzsuta alakját vette fel. Ez annak köszönhető, hogy Piton egész életében szerelmes volt Lily Evansbe, így nem véletlen, hogy mindkettőjük patrónusa ugyanannak az állatnak az alakját vette fel. Piton tehetséges párbajozó volt, így amikor három roxforti tanár megpróbálja megadásra kényszeríteni őt, sikerül visszavernie a támadásukat. Később az is kiderül, hogy seprű nélkül is képes repülni, akárcsak Voldemort.

### Hűsége
A regények legnagyobb kérdései közé tartozik az, hogy Piton valójában melyik oldalon áll, erre azonban csak az utolsó részben, a Harry Potter és a Halál ereklyéi c. kötetben derül fény. Habár az első öt könyvben rendkívül igazságtalannak és gorombának ismerjük meg őt, végül kiderül, hogy titokban mindig segítette és védelmezte Harryt. Számos szereplő kételkedett Dumbledore professzor iránti hűségében, ám később bebizonyosodik, hogy tévedtek. A Harry Potter és a Félvér Herceg c. kötetben azonban úgy tűnik, hogy a professzor kettős játékot játszik, és csak látszólag hűséges az idős igazgatóhoz, és ezt a gyanút az is alátámasztja, hogy ő öli meg Dumbledore-t. Az utolsó regényben azonban fény derül arra, hogy maga Dumbledore kérte meg őt arra, hogyha eljön az idő, ölje meg, mert egyrészt így megkíméli őt a további szenvedésektől, másrészt így nem Draco Malfoynak kell majd meggyilkolnia őt. A Harry Potter és a Halál ereklyéi c. könyv megjelenése előtt találgatások folytak azt illetően, hogy Piton valójában a jó vagy a rossz oldalon áll. Ez a kérdés megosztotta a rajongókat, de így is számos olvasó volt azon az állásponton, hogy Piton alapvetően jó, és Rowling csak félre akar vezetni minket. Az utolsó regény marketingkampányának legnagyobb része erre a témára épült. A Borders Group még egy saját könyvet is kiadott, a Nagy Piton-vita címmel, melyben a témával kapcsolatos esszék jelentek meg.
|  | Itt a vége a cselekmény részletezésének! |

## Érdekességek
- Piton Cokeworth városában élt – ez az a város, aminek a határában a levelek elől menekülve a Dursley család és Harry megszállnak a Bölcsek kövében, mert Mr. Dursley úgy érzi, ott nem éri őket utol a varázslat. Nagyobbat nem is tévedhetett volna, hiszen pont Piton, Harry egyik legnagyobb védelmezője lakott nem sokkal messzebb. (A magyar fordításba Porf-Esek néven került be a város.)
- Piton is tagja volt a Lumpsluck által szervezett Lump Klubnak, a bájitaltan egyik nagy reménységeként.
- Amikor az ötödik részben Petunia tudja, mik a dementorok, azt mondja: "Egyszer régen... hallottam, mikor az a rémes alak beszélt róluk neki". Az első benyomással ellentétben nem Jamesre, hanem Pitonra gondolt.
- Piton első mondata Harryhez: "Mit kapok, ha ürömteába őrölt aszfodéloszgyökeret keverek?". Rajongói vélemények szerint mivel az aszfodélosz egy liliomfajta, ez utalás Lilyre, ezenkívül a viktoriánus virágnyelv szerint a jelentése valami olyasmi, hogy "a sírig kísér a megbánás", az üröm pedig valaminek a hiányát jelenti, és a mély bánatot szimbolizálja, tehát Piton ezen mondatának második jelentése az, hogy nagyon bánja Lily halálát és hiányzik neki.
- Rita Vitrol könyvet írt Pitonról, melynek címe: Snape: Scoundrel or Saint?, azaz valami olyasmi: Piton: Gazember vagy szent?
- Amikor megkérdezték Rowlingot, hogy Pitonnak milyen szaga van, azt felelte: "Keserűség és régi cipő."
- Piton szerepét eredetileg Tim Roth-nak ajánlották fel, de visszalépett Tim Burton A majmok bolygója filmje miatt. Ezután ajánlották fel a szerepet Alan Rickmannek.
- Amikor Alan Rickmant felkérték a szerepre, mielőtt igent mondott, beszélni akart Rowlinggal. Nem tudta előre, mi lesz Piton sorsa, viszont egy valamit elárult neki az írónő: azt, hogy Pitonnak milyen kapcsolata volt Lilyvel. Az, hogy sokkal több van Piton karakterében, végül meggyőzte Rickmant, hogy elvállalja a szerepet, és ennek megfelelően alakította a karaktert az évek során.
- Rickman két dolgot kért, amikor elkezdtek beszélgetni Piton ruhatáráról: sok gombot szeretett volna, és a kezét félig takaró ruhaujjat. Ezt az évek során ki is használta, mint ahogy a filmeken láthatjuk. Amikor változott a jelmezes, sokak ruhatárában is változások voltak, Piton külseje azonban ugyanolyan maradt.[22]